# 蝶々 (エッセイスト)
蝶々（ちょうちょう、1973年1月16日 - ）は、日本のエッセイスト、作家。
小悪魔ブームの火付け役である。
愛知県豊橋市出身。AB型。コピーライター兼銀座ホステス時代に書いていたブログ「銀座小悪魔日記」を2002年に出版してデビュー。同書は50万部を超えるベストセラーとなる。
2014年秋、未婚の母として女児を出産。

## 作品リスト

### 単著
- 『銀座小悪魔日記 元銀座ホステスの過激すぎる私生活』天野なすの漫画 宙出版 2002
- 『小悪魔な女になる方法 ミステリアスなイイ女は、あらゆる男を夢中にさせる 銀座ホステス作家の実践テク147』大和出版 2004　のち集英社文庫
- 『ふたつの蜜月 ~銀座小悪魔日記』（宙出版、2004）
- 『銀座小悪魔作家・蝶々のおじさまバイブル』（扶桑社、2004）
- 『モテの極意59―秘密の小悪魔手帖』ソニーマガジンズ(2006)　のち静山社文庫
- 『小悪魔蝶々 恋するカラダのつくり方』だいわ文庫(2006)
- 『小悪魔な女になる方法プレミアム』大和出版、2006　『上級小悪魔になる方法』集英社文庫
- 『こんな女でごめんあそばせ』マガジンハウス 2006　のち文庫
- 『恋の切り札 小悪魔A(アンサー)』集英社(2007)　のち文庫
- 『女子アゲ↑―こんな時代をHAPPYに生きる!新・女のビタミンバイブル』徳間書店、2007）のち幻冬舎文庫
- 『ポン女革命!―ニッポン女性を、タフに美しく進化させる、179のスローガン』マガジンハウス (2008)のち幻冬舎文庫
- 『小悪魔流。小悪魔の手のうち、教えます』（小学館、2008）
- 『原色3人女』（小学館、2009）
- 『銀座クラブは女の大学』（小学館101新書、2009）
- 『恋の神さまBOOK―男と女のリアルでホンネのQ&A）』集英社 (2009)　のち文庫
- 『ひらきかた 何があっても大丈夫な私になれる48か条』（宙出版、2010）
- 『アタラシイ女子の光! CD付 これからの女子の幸せはココ♪』（小学館、2010）
- 『大丈夫。心のお守りメッセージ』（小学館、2011）
- 『ひらきかた プレミアム　これからの幸せは自分でつくる』（宙出版、2011）
- 『なでしこの恋愛教科書』（宝島社、2012）『「普通」なのになぜかモテる女の習慣』宝島SUGOI文庫
- 『小悪魔卒業宣言!』小学館 2012
- 『ひかりかた エナジーの秘密を知ってかわいく楽しく生きる!』宙出版 2012
- 『瑠璃色』講談社 2012（小説）
- 『愛され浄化 タフで美しい女性になるための35の法則』小学館 2013
- 『生きるススメ! あなたをぐっと輝かせる64のメッセージ』宙出版 2013
- 『聖俗 世界巡礼×銀座クラブ時代に得た自由自在∞の私!』小学館 2013
- 『蝶々良品 願いがかなう!愛される・私の選び方のコツ、教えます。』講談社 2013
- 『まいにちは、クリスタル!』小学館 2013
- 『1日たった1コの習慣で、私と毎日が生まれ変わる本! ひらきかたハンドBOOK』宙出版 2014
- 『蝶々の男子にはナイショだよ。GOLD』宙出版 2015
- 『蝶々の男子にはナイショだよ。PINK』宙出版 2015
- 『蝶々、ママになる。』集英社 2016
- 『オンナの自由 あなたはあなたのままで、何がいけないの?』河出書房新社　2016
- 『蝶々母さんから、あなたの女人生へ。』二見書房 2018
- 『週末、死にたくなるあなたへ。』双葉社 2019
- 『オンナの未来地図 ～エネルギーで読み解く 宇宙新時代編～』JeetEN & Co. 2021

### 共著
- 『男をトリコにする恋セオリー39 銀座ホステス作家の小悪魔実践テクニック』伊東明共著 徳間書店 2004　のち集英社文庫
- 『蝶々の小悪魔カルテ―恋が叶う〓小悪魔セラピー・コミック」』共著・柏屋コッコ ×Hさん 祥伝社 (2005)
- 『ハピモテ恋愛塾 イイ男だけが知っているイイ女のひみつ』佐藤富雄共著 ビジネス社 2005
- 『小悪魔な女になる方法プレミアム―これで、めちゃモテ★ひとり勝ち』Chocho共著（大和出版、2006
- 『女子の魂! ジョシタマ』共著・よしもとばなな マガジンハウス (2010)

### 漫画化
- 『小悪魔7 JSのためのアタラシイ教科書』伊吹楓 小学館 (2010)

## テレビ出演
- 情報プレゼンター とくダネ! (2011年10月18日、フジテレビ系) - コメンテーター
- 祝女 シーズン3 (NHK総合)

第2話(2011年10月22日)
第4話(2011年11月12日)